# Les Agneaux
Les Agneaux es una película dramática suiza de 1996 dirigida por Marcel Schüpbach. La película fue seleccionada como la entrada suiza a la Mejor Película en Lengua Extranjera en la 69.ª edición de los Premios Óscar, pero no fue nominada.

## Sinopsis
Daniel y Marie viven bajo el dominio de un padre brutal, que sólo puede expresar su amor mediante la violencia. Partidario de una educación espartana, agota a sus hijos y no atiende suficientemente a su mujer, gravemente enferma.

## Reparto
- Richard Berry como El padre
- Brigitte Roüan como La mère
- Julia Maraval como Marie
- Alexis Tomassian como Daniel
- Noémie Kocher como Nadia